# Svenljunga kommun
Svenljunga kommun er en svensk kommune i Västra Götalands län. Hovedbyen er den tidligere stad Svenljunga.
Gennem kommunen, som er lenets sydligste, bugter åen Ätran sig i en dal.
Kommunen grænser mod nord til Borås kommun, mod øst til Tranemo kommun og mod vest mod Marks kommun, alle i Västra Götalands län. Mod sydøst grænser kommunen til Gislaveds kommun i Jönköpings län og mod sydvest til Falkenbergs kommun i Hallands län.

## Større byer
- Hillared
- Holsljunga
- Mjöbäck
- Sexdrega
- Svenljunga
- Östra Frölunda
- Överlida

57°30′00″N 13°07′00″Ø / 57.5°N 13.1167°Ø